# Litoria microbelos
Espèce
Synonymes
- Hyla dorsalis microbelos Cogger, 1966

Statut de conservation UICN

 LC  : Préoccupation mineure
Litoria microbelos est une espèce d'amphibiens de la famille des Pelodryadidae.

## Répartition
Cette espèce est endémique d'Australie. Elle se rencontre :
- dans la région côtière du nord au centre du Queensland ;
- sur la côte nord du Territoire du Nord ;
- sur la côte nord de la région de Kimberley en Australie-Occidentale.

Son aire de répartition est d'environ 225 400 km2.

## Description
Le mâle holotype mesure 17,2 mm et la femelle paratype 20,15 mm.
Sa taille maximale de 20 mm rend cette espèce extrêmement difficile à observer.
La reproduction a lieu en été. La ponte, constituée d'une soixantaine de petits œufs, est déposée en eau peu profonde.

## Publication originale
- Cogger, 1966 : A new hylid frog from Australia. Australian Zoologist, vol. 13, p. 220–227 (texte intégral).